# Aedes implicatus
Aedes implicatus är en tvåvingeart som beskrevs av John Richard Vockeroth 1954. Aedes implicatus ingår i släktet Aedes och familjen stickmyggor. Inga underarter finns listade i Catalogue of Life.